# Rems-Murr-Kreis
Der Rems-Murr-Kreis ist eine Gebietskörperschaft mit 440.696 Einwohnern (31. Dezember 2024) in Baden-Württemberg. Sitz des Landratsamtes ist die Große Kreisstadt Waiblingen. Der Landkreis gehört zur Region Stuttgart im Regierungsbezirk Stuttgart. Er entstand 1973 aus dem ehemaligen Landkreis Waiblingen, großen Teilen des ehemaligen Landkreises Backnang sowie einem kleineren Teil des ehemaligen Landkreises Schwäbisch Gmünd. Namensgeber sind die beiden Flüsse Rems und Murr, die das Relief des Kreisgebiets mit ihren Tälern und Seitentälern prägen.

## Geographie

### Lage
Die Siedlungs-Schwerpunkte des Kreises liegen im Westen des Landkreises, wo er mit dem Neckarbecken und der Backnanger Bucht an den Gäu-Landschaften Anteil hat, und im Remstal, das im Süden des Kreises von Ost nach West verläuft. Südlich des Remstals bilden die Höhen des Schurwalds die Kreisgrenze. Der zentrale und nördliche Teil des Landkreises gehört zum Schwäbisch-Fränkischen Wald, zu dem hier der Welzheimer Wald, der Murrhardter Wald sowie der Süden des Mainhardter Walds und der Löwensteiner Berge gehören. Die Waldgebiete werden unterbrochen durch die Täler der Murr, die das zentrale Tal im Norden des Landkreises bildet, der Wieslauf, der „Spiegelberger“ Lauter und des Buchenbachs. Zwischen Murr-, Rems- und Wieslauftal erhebt sich der Höhenzug Berglen. Im äußersten Westen reicht das Kreisgebiet bis ans rechte Ufer des Neckars (wenig oberhalb bzw. südlich der Remsmündung). Die höchste Erhebung ist die Hohe Brach mit 586,9 m ü. NHN, der tiefste Punkt liegt mit 201,1 m ü. NHN in Kirchberg an der Murr.

### Orte
Die Liste der Orte im Rems-Murr-Kreis enthält die ungefähr 510 Orte (Städte, Dörfer, Weiler, Höfe und Wohnplätze) des Rems-Murr-Kreises im geographischen Sinne.

### Gemarkungen
Die Liste der Gemarkungen im Rems-Murr-Kreis enthält die 99 Gemarkungen im Rems-Murr-Kreis.

### Nachbarkreise
Der Rems-Murr-Kreis grenzt im Uhrzeigersinn im Südwesten beginnend an die Landeshauptstadt Stuttgart und an die Landkreise Ludwigsburg, Heilbronn, Schwäbisch Hall, Ostalbkreis, Göppingen und Esslingen.

### Flächenaufteilung
Nach Daten des Statistischen Landesamtes, Stand 2015.

### Naturschutzgebiete

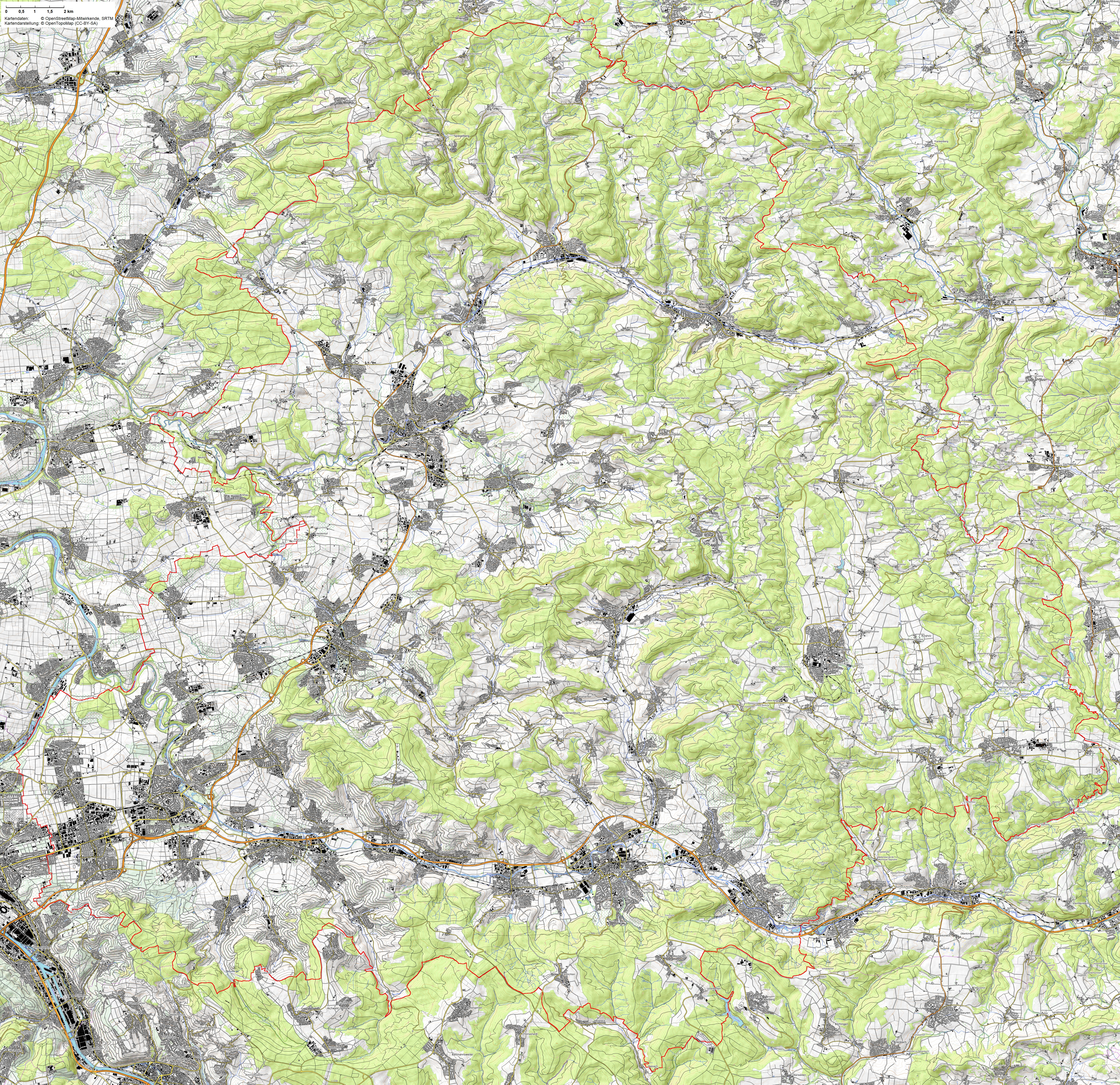
Topografische Karte Rems-Murr-Kreis

Der Rems-Murr-Kreis besitzt die nachfolgenden Naturschutzgebiete. Nach der Schutzgebietsstatistik der Landesanstalt für Umwelt, Messungen und Naturschutz Baden-Württemberg (LUBW) stehen 846,94 Hektar der Kreisfläche unter Naturschutz, das sind 0,99 Prozent.
1. Bergrutsch am Kirchsteig bei Urbach: 4,3 ha, Gemarkung Urbach
2. Bodenbachschlucht: 8,6 ha; Gemarkung Spiegelberg
3. Buchenbachtal: 118,4 ha; Gemarkungen Burgstall und Affalterbach (Kreis Ludwigsburg)
4. Gaab: 13,0 ha; Gemarkungen Murrhardt und Kirchenkirnberg
5. Hägeles- und Brunnenklinge: 5,4 ha; Gemarkung Kaisersbach
6. Harbacher Quellsumpf: 0,6 ha; Gemarkung Murrhardt
7. Hirschäcker: 14,5 ha; Gemarkung Winterbach
8. Hörschbachschlucht: 46,4 ha; Gemarkungen Sechselberg, Oberbrüden und Murrhardt
9. Jägerhölzle: 2,7 ha; Gemarkung Rudersberg
10. Kappelberg: 2,0 ha; Gemarkung Fellbach
11. Leintal zwischen Leinecksee und Leinhäusle: 202,5 ha, Gemarkung Alfdorf
12. Morgensand und Seelachen: 40,5 ha; Gemarkungen Haubersbronn und Oberurbach
13. Oberes Zipfelbachtal mit Seitenklinge und Teilen des Sonnenbergs: 41,6 ha, Gemarkungen Waiblingen und Winnenden
14. Oeffinger Scillawald: 11,8 ha; Gemarkung Oeffingen
15. Rehfeldsee: 6,5 ha; Gemarkungen Weiler und Schorndorf
16. Roter Burren: 4,7 ha; Gemarkung Plüderhausen
17. Rottal zwischen Hüttenbühl und Buchengehren: 78,0 ha, Gemarkung Alfdorf
18. Schmalenberg: 32,4 ha; Gemarkungen Kaisersbach, Rudersberg und Welzheim
19. Seegut-Semmlersberg: 18,3 ha; Gemarkungen Cottenweiler und Oberweissach
20. Sommerrain: 2,0 ha; Gemarkung Allmersbach im Tal
21. Steinhäusle: 20,9 ha; Gemarkung Kirchenkirnberg
22. Strümpfelbachtal: 40,0 ha; Gemarkungen Althütte, Kaisersbach und Rudersberg
23. Unteres Remstal: 158,3 ha; Gemarkungen Neustadt, Hegnach, Hohenacker und Neckarrems (Kreis Ludwigsburg)
24. Vordere Hohbachwiesen: 12,5 ha; Gemarkung Unterurbach
25. Wiesentäler bei der Menzlesmühle: 62,8 ha; Gemarkungen Vordersteinenberg, Kaisersbach und Altersberg (Ostalbkreis)
26. Wieslaufschlucht und Edenbachschlucht: 42,0 ha; Gemarkungen Welzheim, Rudersberg und Kaisersbach

## Geschichte
Der Rems-Murr-Kreis wurde durch die Kreisreform am 1. Januar 1973 gebildet. Damals wurde der Altkreis Waiblingen mit dem größten Teil des Altkreises Backnang zum neuen Rems-Murr-Kreis vereinigt. Ferner wurde die Gemeinde Alfdorf des Altkreises Schwäbisch Gmünd eingegliedert. Die beiden Altkreise Waiblingen und Backnang gehen zurück auf die alten württembergischen Oberämter Waiblingen und Backnang, die schon zu Zeiten des Herzogtums Württemberg errichtet wurden. Im Laufe der Geschichte wurden sie mehrmals verändert und 1934/38 in die Landkreise Waiblingen und Backnang überführt. Damals nahm der Landkreis Waiblingen nahezu alle Gemeinden des Oberamts Schorndorf und viele Gemeinden des Oberamts Welzheim, der Landkreis Backnang viele Gemeinden der Oberämter Gaildorf, Marbach und Welzheim auf.
Am 1. Januar 1977 kam es zu einem kleinen Gebietsaustausch mit dem Ostalbkreis.
Nach Abschluss der Gemeindereform umfasst der Rems-Murr-Kreis noch 31 Gemeinden, darunter acht Städte und hiervon wiederum sechs „Große Kreisstädte“ (Backnang, Fellbach, Schorndorf, Waiblingen, Weinstadt und Winnenden). Größte Stadt ist Waiblingen, kleinste Gemeinde ist Spiegelberg.

### Einwohnerentwicklung

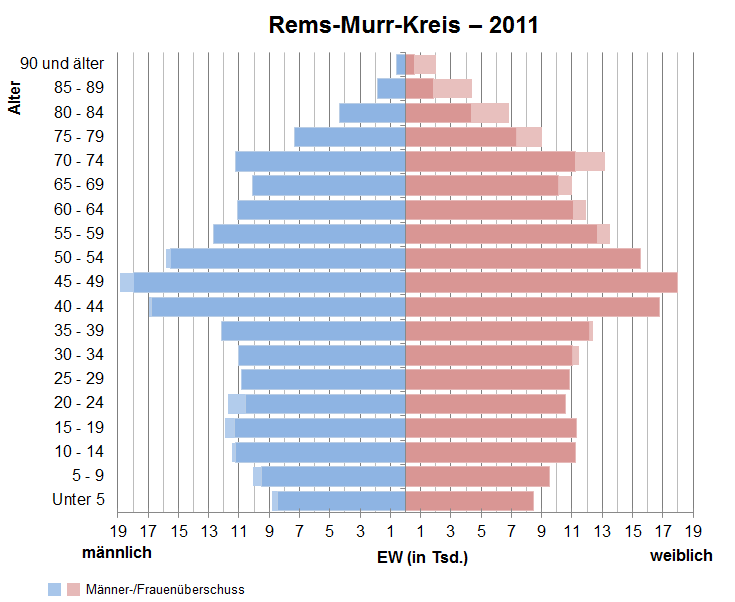
Bevölkerungspyramide für den Rems-Murr-Kreis (Datenquelle: Zensus 2011)

Die Einwohnerzahlen sind Volkszählungsergebnisse (¹) oder amtliche Fortschreibungen des Statistischen Landesamts Baden-Württemberg (nur Hauptwohnsitze).
| Datum             | Einwohner |
| ----------------- | --------- |
| 31. Dezember 1973 | 351.470   |
| 31. Dezember 1975 | 349.139   |
| 31. Dezember 1980 | 356.142   |
| 31. Dezember 1985 | 356.198   |
| 25. Mai 1987¹     | 360.634   |
| 31. Dezember 1990 | 380.813   |

| Datum             | Einwohner |
| ----------------- | --------- |
| 31. Dezember 1995 | 399.116   |
| 31. Dezember 2000 | 409.296   |
| 31. Dezember 2005 | 417.697   |
| 31. Dezember 2010 | 415.448   |
| 31. Dezember 2015 | 419.456   |
| 31. Dezember 2020 | 427.286   |

### Konfessionsstatistik
Laut Zensus 2011 waren mit Stand Mai 2011: 42,9 % Einwohner evangelisch, 22,0 % römisch-katholisch und 35,1 % gehörten anderen Konfessionen oder Religionsgemeinschaften an oder waren konfessionslos. Der Anteil der Protestanten und Katholiken an der Gesamtbevölkerung sinkt jährlich um 1 Prozentpunkt. Gemäß dem Zensus 2022 waren am 25. Mai 2022 33,9 % der Einwohner evangelisch, 18,4 % (80.309) katholisch, und 47,7 % waren konfessionslos, gehörten einer anderen Glaubensgemeinschaft an oder machten keine Angabe.
Laut kirchlicher Statistik lebten Ende 2021 81.372 katholische Kirchenmitglieder im Landkreis. Ende Dezember 2022 waren dies 78.872. Am 31. Dezember 2024 gab es 74.462 Katholiken (16,9 % der Gesamtbevölkerung).

## Politik
Der Landkreis wird vom Kreistag und vom Landrat verwaltet. Der Kreistag wird von den Wahlberechtigten im Landkreis auf fünf Jahre gewählt. Dieses Gremium wählt den Landrat für eine Amtszeit von acht Jahren. Dieser ist gesetzlicher Vertreter und Repräsentant des Landkreises sowie Vorsitzender des Kreistags und seiner Ausschüsse. Er leitet das Landratsamt und ist Beamter des Kreises.
Zu seinem Aufgabengebiet zählen die Vorbereitung der Kreistagssitzungen sowie seiner Ausschüsse. Er beruft Sitzungen ein, leitet diese und vollzieht die dort gefassten Beschlüsse. In den Gremien hat er kein Stimmrecht. Sein Stellvertreter ist der Erste Landesbeamte.

### Kreistag
Der Kreistag wird von den Wahlberechtigten im Landkreis auf fünf Jahre gewählt. Die Kommunalwahl am 9. Juni 2024 führte zu den in den Diagrammen dargestellten Ergebnissen.
| Kreistagswahl Rems-Murr-Kreis 2024Wahlbeteiligung: 60,8 % 3020100 28,4 %21,3 %13,2 %13,1 %12,7 %9,4 %2,0 %keine % CDUFWGrüneAfDSPDFDP–FWÖDPSonst.Gewinne und Verlusteim Vergleich zu 2019 %p 6 4 2 0 −2 −4 −6+5,1 %p+2,4 %p−4,7 %p+4,6 %p−1,5 %p−3,2 %p+0,2 %p−2,7 %pCDUFWGrüneAfDSPDFDP–FWÖDPSonst. | Sitzverteilung im Kreistag Rems-Murr-Kreis seit 2024Insgesamt 89 Sitze - SPD: 11 - Grüne: 12 - ÖDP: 2 - FW: 19 - FDP-FW: 8 - CDU: 25 - AfD: 12 |

#### Ergebnisse vergangener Wahlen
| Parteien und Wählergemeinschaften | Parteien und Wählergemeinschaften                | % 2024 | Sitze 2024 | % 2019  | Sitze 2019 | % 2014  | Sitze 2014 | % 2009  | Sitze 2009 | % 2004 | Sitze 2004 | % 1999 | Sitze 1999 | % 1994 | Sitze 1994 | % 1989 | Sitze 1989 |
| --------------------------------- | ------------------------------------------------ | ------ | ---------- | ------- | ---------- | ------- | ---------- | ------- | ---------- | ------ | ---------- | ------ | ---------- | ------ | ---------- | ------ | ---------- |
| CDU                               | Christlich Demokratische Union Deutschlands      | 28,4   | 25         | 23,34   | 21         | 30,76   | 28         | 29,59   | 27         | 35,00  | 34         | 37,9   | 36         | 33,5   | 31         | 38,5   | 37         |
| FW                                | Freie Wähler im Rems-Murr-Kreis e. V.            | 21,3   | 19         | 18,93   | 18         | 16,94   | 15         | 16,46   | 14         | —      | —          | —      | —          | —      | —          | —      | —          |
| Grüne                             | Bündnis 90/Die Grünen                            | 13,2   | 12         | 17,94   | 16         | 12,22   | 12         | 11,20   | 10         | 10,24  | 9          | 8,4    | 7          | 11,2   | 10         | 9,3    | 8          |
| AfD                               | Alternative für Deutschland                      | 13,1   | 12         | 8,47    | 8          | 4,74    | 4          | —       | —          | —      | —          | —      | —          | —      | —          | —      | —          |
| SPD                               | Sozialdemokratische Partei Deutschlands          | 12,7   | 11         | 14,19   | 13         | 18,93   | 16         | 20,27   | 18         | 21,27  | 18         | 23,2   | 20         | 25,7   | 24         | 27,6   | 26         |
| FDP–FW                            | Freie Demokratische Partei–Freie Wähler          | 9,4    | 8          | 12,63   | 11         | 11,47   | 10         | 17,54   | 15         | —      | —          | —      | —          | —      | —          | —      | —          |
| ÖDP                               | Ökologisch-Demokratische Partei                  | 2,0    | 2          | 1,84    | 2          | 1,63    | 1          | 2,04    | 1          | —      | —          | —      | —          | —      | —          | —      | —          |
| Linke                             | Die Linke                                        | —      | —          | 2,53    | 2          | 2,48    | 2          | 1,45    | 1          | —      | —          | —      | —          | —      | —          | —      | —          |
| F2                                | F2 – für Fellbach                                | —      | —          | 0,15    | —          | —       | —          | —       | —          | —      | —          | —      | —          | —      | —          | —      | —          |
| REP                               | Die Republikaner                                 | —      | —          | —       | —          | 0,50    | 0          | 1,46    | 1          | 3,18   | 2          | 3,6    | 3          | 4,5    | 3          | –      | –          |
| Piraten                           | Piratenpartei                                    | —      | —          | —       | —          | 0,33    | 0          | —       | —          | —      | —          | —      | —          | —      | —          | —      | —          |
| GEM                               | Gemeinsame Wahlvorschläge verschiedener Parteien | —      | —          | —       | —          | —       | —          | —       | —          | 17,1   | 14         | 18,5   | 15         | 25,0   | 23         | 22,8   | 21         |
| WG                                | Wählervereinigungen                              | —      | —          | —       | —          | —       | —          | —       | —          | 13,2   | 11         | 8,5    | 7          | —      | —          | 1,8    | 1          |
| Sonst.                            | Sonstige                                         | —      | —          | —       | —          | —       | —          | —       | —          | —      | —          | —      | —          | 0,2    | —          | —      | —          |
| Gesamt                            | Gesamt                                           | 100 %  | 89         | 100 %   | 91         | 100 %   | 88         | 100 %   | 87         | 100 %  | 88         | 100 %  | 88         | 100 %  | 91         | 100 %  | 93         |
| Wahlbeteiligung                   | Wahlbeteiligung                                  | 60,8 % | 60,8 %     | 57,21 % | 57,21 %    | 48,86 % | 48,86 %    | 49,56 % | 49,56 %    | 51,6 % | 51,6 %     | 51,3 % | 51,3 %     | 64,6 % | 64,6 %     | 56,2 % | 56,2 %     |

- WG: Wählervereinigungen, da sich die Ergebnisse von 1989 bis 2004 nicht auf einzelne Wählergruppen aufschlüsseln lassen.
- GEM: Gemeinsame Wahlvorschläge, da sich die Ergebnisse von 1989 bis 2004 nicht sicher auf einzelne Wählergruppen aufschlüsseln lassen (Differenzen zwischen den Daten des Landesamtes für Statistik und den vom Landkreis bereitgestellten Daten für die Kreistagswahl 2004).

### Landräte
Die Landräte des Landkreises Backnang 1945–1972:
- 1945:–1946 Josef Schäfer (kommissarisch)
- 1945–1946: Friedrich Tränkle (kommissarisch)
- 1946–1960: Karl Limbeck
- 1960–1972: Wilhelm Schippert

Die Landräte des Landkreises Waiblingen 1945–1972:
- 1945–1946: Anton Schmidt
- 1947–1948: Fritzmartin Ascher
- 1948–1950: Karl Georg Pfleiderer, DVP
- 1950–1973: Werner Bertheau, CDU

Die Landräte des Rems-Murr-Kreises seit 1973:
- 1973–2002: Horst Lässing, CDU
- 2002–2015: Johannes Fuchs, FDP[17]
- seit 2015: Richard Sigel, parteilos[18]

### Hoheitszeichen

Hissflagge
Bannerflagge

Der Rems-Murr-Kreis führt ein Dienstsiegel, ein Wappen sowie eine Hiss- und eine Bannerflagge.
| Wappen des Rems-Murr-Kreises | Blasonierung: „In Gold zwischen zwei schräglinken blauen Wellenleisten eine schräglinke schwarze Hirschstange.“ |
| Wappen des Rems-Murr-Kreises | Wappenbegründung: Die Hirschstange steht für das Haus Württemberg, welches bereits seit dem 14. Jahrhundert den Großteil des heutigen Kreisgebiets beherrschte. Die beiden Wellenleisten symbolisieren die Flüsse Rems und Murr, welche dem Kreis den Namen gaben. Die Verleihung des Wappens erfolgte am 4. November 1974. |

### Kreispartnerschaften
Der Rems-Murr-Kreis pflegt partnerschaftliche Beziehungen zum Landkreis Meißen in Sachsen seit 1990, und jeweils seit 1991 zum Komitat Baranya in Süd-Ungarn und zum Landkreis (Rayon) um die Stadt Dmitrow nördlich von Moskau. Im Jahr 2002 wurde der aufgrund Gemüseverkaufsständen als „Rettich-Kreuzung“ bekannte Straßenknoten bei Rudersberg als „Dmitrow-Kreisel“ gewidmet. Eine Anfang des Jahres 2022 ausgesprochen Einladung an die Verwaltung des Rayons wurde am Tag des Russischen Überfalls auf die Ukraine 2022 angenommen, was von Landrat Sigel als „dreiste Provokation“ eingestuft wurde.

## Wirtschaft und Infrastruktur
Im sogenannten Zukunftsatlas 2016 belegte der Rems-Murr-Kreis Platz 78 von 402 Landkreisen, Kommunalverbänden und kreisfreien Städten in Deutschland und zählt damit zu den Orten mit „hohen Zukunftschancen“. In der Ausgabe von 2019 lag er auf Platz 99 von 401.
Mit den Firmen Ericsson und Tesat-Spacecom befinden sich zwei Hochtechnologiefirmen in Backnang.
Der internationale Hersteller von Motorsägen und Kleinmotorgeräten, die Andreas Stihl AG & Co. KG, hat sein Stammhaus in Waiblingen-Neustadt.
Die Robert Bosch GmbH hat zwei Werke in Waiblingen (für Verbindungstechnik und Verpackungstechnik) sowie eines in Murrhardt. Winnenden ist Sitz des Reinigungsgeräteherstellers Kärcher. Der US-amerikanische Automobilzulieferer TRW Automotive hat in Alfdorf eines seiner Technologie-Zentren (Airbag und Sicherheitsgurt) aufgebaut.

### Verkehr

#### Straßenverkehr
Durch das Kreisgebiet führt keine Bundesautobahn, da die Planungen für die Odenwald-Neckar-Alb-Autobahn (A 45), A 85 und  A 87 aufgegeben worden sind. Die A 81 Stuttgart–Würzburg führt wenige Kilometer westlich des Kreisgebietes vorbei. Der Landkreis ist damit der bevölkerungsreichste Deutschlands ohne Autobahnanschluss.
Die wichtigsten Straßen im Landkreis sind die im Kreisgebiet durchgehend vierspurig ausgebaute B 29 Waiblingen–Aalen sowie die B 14 Stuttgart–Schwäbisch Hall, die bis kurz vor Backnang-Waldrems vierspurig ausgebaut ist. Ein weiterer Ausbau der B 14 bis Backnang erfolgt seit Frühjahr 2023. Seit 1. April 2023 gibt es mit der Bundesstraße 328 die dritte ihrer Art im Landkreis. Diese Bundesstraße verbindet Backnang mit der Anschlussstelle Mundelsheim der A81.

#### Schienenverkehr

Bahnstreckennetz

Der Landkreis ist an das Netz der S-Bahn Stuttgart angeschlossen. Die Linie S2 führt von Filderstadt und Flughafen/Messe, Stuttgart über Fellbach und Waiblingen nach Schorndorf. Hierbei benutzt sie die Remsbahn, die über die Kreisgrenze hinaus bis Aalen führt, durchgehend zweigleisig ausgebaut und elektrifiziert ist. Hier fährt zudem ein Zugpaar der Intercity-Linie 61 Karlsruhe–Nürnberg-Leipzig.
Am Bahnhof Schorndorf zweigt die von der Württembergischen Eisenbahn-Gesellschaft (WEG) mit Dieseltriebwagen betriebene Wieslauftalbahn nach Rudersberg ab.
Ebenfalls starten hier im Sommerhalbjahr die regelmäßigen Sonderfahrten der Schwäbischen Waldbahn, oft mit Dampflokomotiven, über Rudersberg hinaus nach Welzheim.
Die Linie S3 fährt ab Flughafen/Messe über Stuttgart–Fellbach–Waiblingen zum Bahnhof Backnang. Diese Linie befährt die Bahnstrecke Waiblingen–Schwäbisch Hall.
Von Backnang aus führt die Bahnstrecke Backnang–Ludwigsburg als S-Bahn Linie S4 nach Marbach am Neckar. Die Murrbahn wurde erst in den 1990er-Jahren elektrifiziert. Sie stellt die kürzeste Verbindung von Stuttgart über Schwäbisch Hall und Crailsheim nach Nürnberg dar.
Fernzüge im Personenverkehr nehmen ab Waiblingen unregelmäßig die Strecke über Schorndorf und Aalen nach Crailsheim. Denn der Abschnitt Backnang–Schwäbisch Hall(-Hessental) ist elektrifiziert und eingleisig, ebenso der Abschnitt Marbach/Neckar–Backnang.
Fellbach ist ferner durch die Stadtbahnlinie U1 mit Stuttgart-Mitte verbunden. Sie trägt als Ziel den Stuttgarter Stadtteil Heslach.

#### Radverkehr
Durch den Landkreis verlaufen zwei Alltagsrouten aus dem Radnetz Baden-Württemberg:
- Von Stuttgart kommend über Fellbach, Waiblingen, Schorndorf Richtung Schwäbisch Gmünd. In Waiblingen gibt es eine Variante durch die Stadt und eine Direktvariante nahe der B29
- Von Waiblingen über Winnenden, Backnang und Murrhardt Richtung Gaildorf.

Überdies gibt es ein Radverkehrskonzept des Landkreises.
Durch den Landkreis verlaufen als Landes-Radfernwege:
- Der Stromberg-Murrtal-Radweg führt von Karlsruhe nach Gaildorf und verbindet damit den Rheinradweg mit dem Kocher-Jagst-Radweg. Er kommt von Steinheim an der Murr aus ins Kreisgebiet und verläuft an der Murr über Backnang und Murrhardt Richtung Gaildorf.
- Der Remstal-Radweg[25] führt ab Aalen (mit Anschluss an den Kocher-Jagst-Radweg) über Essingen, Schorndorf und Waiblingen zur Mündung der Rems in den Neckar in Remseck und von dort weiter durch Fellbach und Kernen im Remstal (Stetten) nach Weinstadt (Endersbach).
- Der Württemberger Weinradweg[26] verläuft von Rottenburg am Neckar nach Niederstetten und führt dabei in einer Schleife von Esslingen am Neckar über den Stuttgarter Stadtteil Rotenberg kommend nach Fellbach (Süd) und über Kernen im Remstal (Stetten), Weinstadt, Korb und Waiblingen nach Fellbach (Mitte) und weiter nach Stuttgart (Sommerrain, Münster, Mühlhausen), wieder an den Neckar.
- Der Hohenzollern-Radweg[27] verläuft vom Bodensee über die hohenzollerischen Städte Sigmaringen und Hechingen und über Rottenburg am Neckar und Esslingen in den Rems-Murr-Kreis nach Weinstadt.

### Kreiseinrichtungen

#### Schulen
Der Rems-Murr-Kreis ist Schulträger folgender beruflichen Schulen: Gewerbliche Schule Backnang, Eduard-Breuninger-Schule Backnang (Kaufmännische Schule), Anna-Haag-Schule (Hauswirtschaftliche Schule) Backnang, Grafenberg-Schule Schorndorf (Gewerbliche Schule), Johann-Philipp-Palm-Schule Schorndorf (Kaufmännische Schule), Gewerbliche Schule Waiblingen, Kaufmännische Schule Waiblingen und Maria-Merian-Schule (Hauswirtschaftliche Schule) Waiblingen, ferner der Sonderpädagogischen Bildungs- und Beratungszentren mit den Förderschwerpunkten geistige Entwicklung und körperlich-motorische Entwicklung jeweils mit Schulkindergarten in Fellbach-Schmiden (Fröbelschule), Murrhardt (Bodelschwinghschule), Kernen-Stetten (Theodor-Dierlamm-Schule) und Schorndorf (Fröbelschule), der Christian-Morgenstern-Schule mit Schulkindergärten in Waiblingen, Schorndorf und Sulzbach an der Murr (Förderschwerpunkt Sprache) und der Klinikschule Waiblingen (Förderschwerpunkt Schüler in längerer Krankenhausbehandlung).

#### Krankenhäuser
Der Rems-Murr-Kreis ist auch Gesellschafter der Rems-Murr-Kliniken gGmbH mit Kliniken in Winnenden und Schorndorf. Weitere Kliniken sind das Zentrum für Psychiatrie Winnenden (Anstalt des öffentlichen Rechts), die Geriatrische Reha-Klinik Bethel Welzheim sowie die beiden privaten Kliniken Waiblinger Zentralklinik GmbH und Fachklinik zur Behandlung von Alkohol- und Medikamentenabhängigkeit Wilhelmsheim in Oppenweiler.
Umwandlung der Krankenhäuser in eine gGmbH und Neubau
Am 14. Juli 2008 hat der Kreistag beschlossen, die bisher als Eigenbetrieb geführten drei Krankenhäuser in Waiblingen, Backnang und Schorndorf künftig in der Rechtsform einer gemeinnützigen GmbH zu betreiben.
Auf derselben Sitzung beschloss der Kreistag das bisher größte Investitionsvorhaben in der Geschichte des Landkreises: den Neubau des Kreiskrankenhauses in Winnenden. Die Kosten sollen sich auf rund 266 Millionen Euro belaufen. Mit der Eröffnung des Kreiskrankenhauses in Winnenden im Juli 2014 wurden die Krankenhäuser in Waiblingen und Backnang geschlossen. Das Schorndorfer Krankenhaus besteht weiterhin.

#### Sonstiges
Zur Pflege der Naturdenkmäler im Landkreis unterhält das Landratsamt, als eines der wenigen in Deutschland, einen eigenen Landschaftspflegetrupp, bestehend aus einem hauptamtlichen Mitarbeiter und vier Plätzen für den Bundesfreiwilligendienst.
Am 23. September 2008 erhielt der Kreis den von der Bundesregierung verliehenen Titel „Ort der Vielfalt“.

## Städte und Gemeinden
(Einwohner am 31. Dezember 2024)
| Städte: 1. Backnang, Große Kreisstadt (38.818) 2. Fellbach, Große Kreisstadt (47.120) 3. Murrhardt (14.551) 4. Schorndorf, Große Kreisstadt (41.647) 5. Waiblingen, Große Kreisstadt (57.313) 6. Weinstadt, Große Kreisstadt (27.074) 7. Welzheim (11.264) 8. Winnenden, Große Kreisstadt (29.876) Vereinbarte Verwaltungsgemeinschaften und Gemeindeverwaltungsverbände: 1. Vereinbarte Verwaltungsgemeinschaft der Stadt Backnang mit den Gemeinden Allmersbach im Tal, Althütte, Aspach, Auenwald, Burgstetten, Kirchberg an der Murr, Oppenweiler und Weissach im Tal 2. Gemeindeverwaltungsverband Plüderhausen-Urbach mit Sitz in Plüderhausen; Mitgliedsgemeinden: Plüderhausen und Urbach 3. Vereinbarte Verwaltungsgemeinschaft der Stadt Schorndorf mit der Gemeinde Winterbach 4. Gemeindeverwaltungsverband Sulzbach mit Sitz in Sulzbach an der Murr; Mitgliedsgemeinden: Großerlach, Spiegelberg und Sulzbach an der Murr 5. Vereinbarte Verwaltungsgemeinschaft der Stadt Welzheim mit der Gemeinde Kaisersbach 6. Gemeindeverwaltungsverband Winnenden mit Sitz in Winnenden; Mitgliedsgemeinden: Stadt Winnenden und Gemeinden Leutenbach und Schwaikheim | Gemeinden: 1. Alfdorf (7260) 2. Allmersbach im Tal (4969) 3. Althütte (4184) 4. Aspach (8178) 5. Auenwald (6833) 6. Berglen (6860) 7. Burgstetten (3681) 8. Großerlach (2752) 9. Kaisersbach (2381) 10. Kernen im Remstal (15.906) 11. Kirchberg an der Murr (4144) 12. Korb (11.607) 13. Leutenbach (12.093) 14. Oppenweiler (4435) 15. Plüderhausen (9766) 16. Remshalden (14.337) 17. Rudersberg (11.555) 18. Schwaikheim (10.028) 19. Spiegelberg (2152) 20. Sulzbach an der Murr (5421) 21. Urbach (9277) 22. Weissach im Tal (7576) 23. Winterbach (7638) |  |

## Raumplanung

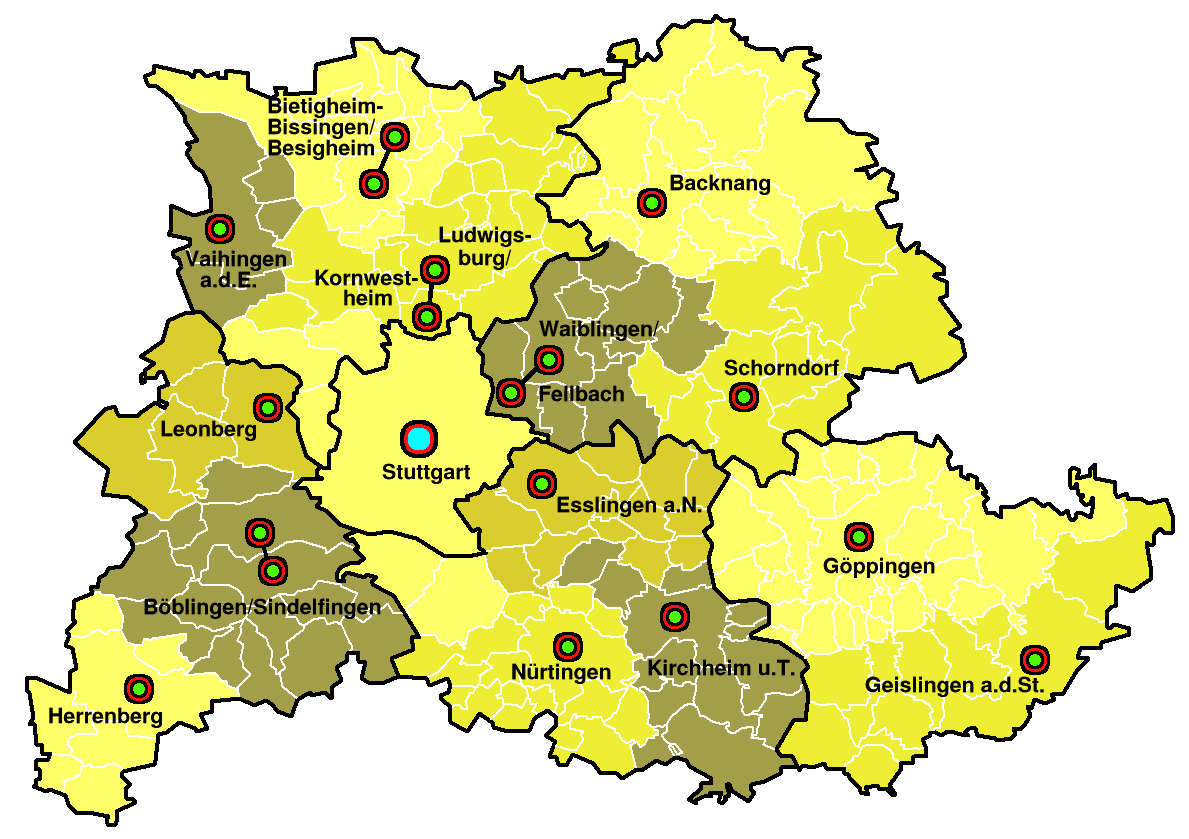
Karte der Mittelbereiche in der Region Stuttgart

Im Rems-Murr-Kreis liegen die drei Mittelzentren Backnang, Schorndorf und Waiblingen/Fellbach. Entsprechend gliedert sich der Rems-Murr-Kreis in Bezug auf die Raumplanung (Regionalplanung) in drei Raumschaften (Mittelbereiche).

### Raumschaft Backnang
In der Raumschaft Backnang gibt es neben dem Mittelzentrum Backnang selbst, das Unterzentrum Murrhardt und das Kleinzentrum Sulzbach an der Murr. Außerdem gehören die Gemeinden Allmersbach im Tal, Althütte, Aspach, Auenwald, Burgstetten, Großerlach, Kirchberg an der Murr, Oppenweiler, Spiegelberg und Weissach im Tal zur Raumschaft Backnang. Die Raumschaft Backnang deckt den nördlichen Teil des Rems-Murr-Kreises ab und hat 104840 Einwohner (Stand 31. Dezember 2024).

### Raumschaft Schorndorf
In der Raumschaft Schorndorf gibt es neben dem Mittelzentrum Schorndorf selbst, das Unterzentrum Welzheim und die Kleinzentren Alfdorf, Plüderhausen, Remshalden und Rudersberg. Außerdem gehören die Gemeinden Kaisersbach, Urbach und Winterbach zur Raumschaft Schorndorf. Die Raumschaft Schorndorf deckt den südöstlichen Teil des Rems-Murr-Kreises ab und hat 112017 Einwohner (Stand 31. Dezember 2024).

### Raumschaft Waiblingen
In der Raumschaft Waiblingen bilden die Gemeinden Waiblingen und Fellbach gemeinsam das Mittelzentrum. Darüber hinaus gibt es die beiden Unterzentren Weinstadt und Winnenden. Außerdem gehören die Gemeinden Berglen, Kernen im Remstal, Korb, Leutenbach und Schwaikheim zur Raumschaft Waiblingen. Die Raumschaft Waiblingen deckt den südwestlichen Teil des Rems-Murr-Kreises ab und hat 210391 Einwohner (Stand 31. Dezember 2024).

## Kfz-Kennzeichen
Am 1. Januar 1973 wurde dem – mit dem Landkreis Backnang vereinigten – Landkreis Rems-Murr-Kreis das seit dem 1. Juli 1956 für den Landkreis Waiblingen gültige Unterscheidungszeichen WN zugewiesen. Es wird durchgängig bis heute ausgegeben.
Seit dem 2. Dezember 2013 ist aufgrund der Kennzeichenliberalisierung auch das Unterscheidungszeichen BK erhältlich, das der frühere Landkreis Backnang geführt hatte.
Seit 2007 ist BK auch das primäre (unter insgesamt sieben) Kennzeichen des Landkreises Börde, der westlich von Magdeburg in Sachsen-Anhalt gelegen ist. Somit wird erstmals gleichzeitig das gleiche Unterscheidungskennzeichen in zwei Zulassungsbezirken und in zwei Bundesländern vergeben. Beide Kreise haben sich die verfügbaren Nummernblöcke anhand von Buchstaben-Ziffern-Kombinationen aufgeteilt. Der Landkreis Börde hat zwei Buchstaben und die Ziffern von 100–9999, der Rems-Murr-Kreis hat einen Buchstaben und Ziffern bis 9999 sowie zwei Buchstaben und Ziffern bis 99, wobei die Buchstaben B, F, G, I, O und Q nicht zur Verfügung stehen.

## Publikationen
- Kultur & Geschichte – Schriftenreihe und Publikationen des Kreisarchivs, Herausgeber Landratsamt Rems-Murr-Kreis: 11 Publikationen[30]